# Vicente Adsuar Hernandez
Vicente Adsuar Hernandez (* vor 1759; † nach 1792) war ein spanischer Sänger und Komponist im 18. Jahrhundert.

## Leben
Vicente Adsuar Hernandez war Kanoniker an der Kathedrale von Segorbe. 1778 war er Kantor am Colegial de S. Felipe de Valencia und bewarb sich um die Stelle als Kantor der Kathedrale von Jaén. 1789 erkundigte er sich im Alter von 32 Jahren als Kantor der Kathedrale von Valencia über die Ausschreibungsbedingungen der Stelle als Kantor an der Kathedrale von Salamanca, bewarb sich aber wahrscheinlich wegen der strapaziösen Reise nicht am Wettbewerb um die Stelle. 1790 war er an der Kathedrale von Sigüenza. 1793 bewarb er sich erfolglos um die Stelle eines Chormeisters an der Kathedrale von Valencia.

## Werke (Auswahl)
- Magnificat für neun Stimmen und Basso continuo
- Nunc dimittis für neun Stimmen und Basso continuo
- Dum gustasset factor. Motette für zwölf Stimmen, Violinen, Flöten, Trompeten und Orgel, 1787
- Beatus vir für zehn Stimmen und Basso continuo
- Laetatus sum für neun Stimmen und Orgel
- Dixit Dominus für elf Stimmen und Basso continuo
- Lauda Jerusalem für neun Stimmen und Basso continuo
- Laudate für zwölf Stimmen und Basso continuo